# Plethiandra sessilis
Plethiandra sessilis är en tvåhjärtbladig växtart som beskrevs av Otto Stapf. Plethiandra sessilis ingår i släktet Plethiandra och familjen Melastomataceae. Inga underarter finns listade i Catalogue of Life.